# تاي هارينجتون
تاي هارينجتون (بالإنجليزية: Ty Harrington)‏ هو مدير فني أمريكي، ولد في 1951.